# Александровский сельский совет (Крым)
Александровский сельский совет (укр. Олександрівська сільська рада, крымскотат. Biy Aqay Kemelçi köy şurası) — согласно законодательству Украины — административно-территориальная единица в Красногвардейском районе Автономной Республики Крым, расположенная в северо-западной части района в степной зоне полуострова. Население по переписи 2001 года — 2973 человека, площадь сельсовета — 96 км².
К 2014 году в состав сельсовета входило 3 села:
- Александровка
- Краснодарка
- Тимашовка

## История
Александровский сельсовет был создан в начале 1920-х годов в составе Джанкойского района. По результатам всесоюзной переписи 17 декабря 1926 года Александровский сельский включал 2 населённых пункта: собственно Александровку с 729 жителями и Александровку 4-ю с 18 жителями. Постановлением ВЦИК «О реорганизации сети районов Крымской АССР» от 30 октября 1930 года, был создан Биюк-Онларский район, на этот раз — как немецкий национальный (лишённый статуса национального постановлением Оргбюро ЦК КПСС от 20 февраля 1939 года) в который включили сельсовет. Постановлением Президиума КрымЦИКа «Об образовании новой административной территориальной сети Крымской АССР» от 26 января 1935 года был создан немецкий национальный Тельманский район (с 14 декабря 1944 года — Красногвардейский район) и село включили в его состав. С 25 июня 1946 года совет в составе Крымской области РСФСР, а 26 апреля 1954 года Крымская область была передана из состава РСФСР в состав УССР. На 15 июня 1960 года в составе сельсовета числились населённые пункты:

| - Александровка - Клепинино - Ковыльное | - Пугачёво - Тимашовка - Чкалово |

К 1 января 1968 года ликвидированы Пугачёво и Ковыльное, в совет добавились Карповка, Разино и Ястребовка из Петровского сельсовета и Краснодарка из Гвардейского. К 1974 году создан Клепининский сельский совет, в который перевели Карповку, Клепинино и Ястребовку, к 1977 году упразднено Разино и в совет входили села:
- Александровка
- Краснодарка
- Тимашовка
- Чкалово

Решением Крымского облисполкома от 16 сентября 1986 года ликвидировано Чкалово и совет обрёл современный состав. С 12 февраля 1991 года сельсовет в восстановленной Крымской АССР, 26 февраля 1992 года переименованной в Автономную Республику Крым. С 21 марта 2014 года в составе Крыма аннексирован Россией. Законом «Об установлении границ муниципальных образований и статусе муниципальных образований в Республике Крым» от 4 июня 2014 года территория административной единицы была объявлена муниципальным образованием со статусом сельского поселения.